# وهيبسند (بيدفوردشير)
وهيبسند (بالإنجليزية: Whipsnade)‏ هي قرية وأبرشية مدنية تقع في المملكة المتحدة في إنجلترا. يقدر عدد سكانها بـ 457 نسمة .

## أعلام
- إدوارد جون أير